# Władimir Fiedosiejew (szachista)
Władimir Wasiljewicz Fiedosiejew, ros. Владимир Васильевич Федосеев (ur. 16 lutego 1995) – rosyjski szachista, arcymistrz od 2011 roku. Od 2023 roku reprezentant Słowenii.

## Kariera szachowa
Wielokrotnie uczestniczył w finałach mistrzostw Rosji juniorów w różnych kategoriach, m.in. zdobywając dwa medale: złoty (2011 – do 18 lat) i srebrny (2008 – do 14 lat). Wielokrotnie reprezentował Rosję na mistrzostwach świata i Europy juniorów, zdobywając trzy medale: złoty (Budva 2013 – ME do 18 lat), srebrny (Caldas Novas 2011 – MŚ do 18 lat) oraz brązowy (Pune 2014 – MŚ do 20 lat). Oprócz tego, w 2011 r. zdobył w Kocaeli złoty medal na olimpiadzie juniorów do 16 lat. W 2014 r. zdobył w Erywaniu brązowy medal indywidualnych mistrzostw Europy.
Normy na tytuł arcymistrza wypełnił w latach 2010 (w Peterhofie – turniej Петровская Ладья i Petersburgu – memoriał Michaiła Czigorina) oraz 2011 (w Moskwie – turniej Aerofłot Open–A).
Do innych sukcesów Władimira Fiedosiejewa w turniejach indywidualnych należą m.in.:
- dz. I m. w Orszy (2008),
- II m. w Peterhofie (2008),
- dz. III m. w Kiriszi (2009, za Daniiłem Dubowem i Aleksandrem Szymanowem),
- dz. I m. w Peterhofie (2009),
- I m. w Petersburgu (2010),
- I m. w Peterhofie (2010),
- dz. II m. w Petersburgu (2010, memoriał Michaiła Czigorina, za Eltajem Safarlim, wspólnie m.in. z Ivanem Sokolovem, Dmitrijem Andriejkinem i Aleksiejem Driejewem)[4],
- dz. II m. w Samarze (2013, memoriał Lwa Poługajewskiego, za Igorem Kowalenko, wspólnie m.in. z Dmitrijem Boczarowem i Andriejem Charłowem),
- I m. we Władywostoku (2013),
- I m. w Soczi (2013, memoriał Aleksandra Zacharowa),
- dz. II m. w Chanty-Mansyjsku (2013, za Denisem Chismatullinem, wspólnie m.in. z Sananem Siugirowem i Władisławem Artiemjewem),
- II m. w turnieju o Puchar Rosji w Chanty-Mansyjsku (2013, w finale porażka z Dmitrijem Jakowienko)[5],
- dz. I m. w Warszawie (2014, memoriał Mieczysława Najdorfa, wspólnie m.in. z Tigranem L. Petrosjanem, Bartłomiejem Macieją i Aleksandrem Szymanowem)[6],
- I m. w Taganrogu (2015, memoriał Władimira Dworkowicza)[7],
- dz. I m. w Dubaju (2015, wspólnie m.in. z Ivanem Ivaniševiciem)[8].

Najwyższy ranking w dotychczasowej karierze (stan na październik 2017) osiągnął 1 października 2017 r., z wynikiem 2733 punktów zajmował wówczas 24. miejsce na światowej liście FIDE, jednocześnie zajmując 5. miejsce wśród rosyjskich szachistów.